# Ioánnis Papapétrou
Ioánnis Papapétrou (grec moderne : Ιωάννης Παπαπέτρου), né le 30 mars 1994 à Patras, est un joueur grec de basket-ball.
Son père Argýris est un international grec de basket-ball et son frère Georgios (en), né en 1991, est aussi joueur professionnel de basket-ball.

## Carrière
En juillet 2021, Papapétrou prolonge son engagement avec le Panathinaïkós jusqu'à la fin de la saison 2022-2023. En juillet 2022, il s'engage avec le KK Partizan Belgrade.

## Palmarès
- Champion de Grèce 2019, 2020, 2021
- Vainqueur de la Coupe de Grèce 2019, 2021
- Vainqueur de l'Euroligue 2023-2024